# Селянне, Теему
Те́ему И́лмари Се́лянне (правильнее Тээму, фин. Teemu Ilmari Selänne; род. 3 июля 1970, Турку) — финский хоккеист, нападающий. Наряду с Яри Курри Селянне считается лучшим финским хоккеистом за всю историю. Занимает первое место среди финских хоккеистов по количеству голов и очков в регулярных чемпионатах НХЛ. Рекордсмен олимпийских хоккейных турниров по количеству набранных очков (43). Обладатель рекорда НХЛ по количеству заброшенных шайб среди новичков (76 шайб в сезоне 1992/93). Обладатель Кубка Стэнли 2007 года в составе клуба «Анахайм Дакс». В 2017 году включён в список 100 величайших хоккеистов за всю историю НХЛ.

## Начало карьеры
Мать — Лийса Вийтанен, отец — Ильмари Селянне. У Теему Селянне есть брат-близнец Пааво и старший брат Пану.
Будучи воспитанником финского «Йокерита», Селянне в 1989 году дебютировал во взрослом составе команды. Вскоре Теему стал лучшим форвардом клуба, в сезоне 1990/91 набрав 58 очков в 44 играх, в следующем сезоне молодой нападающий стал лучшим снайпером финской лиги. В плей-офф Селянне снова набрал больше всех очков, и «Йокерит» завоевал чемпионский титул, а форвард в ранге молодой звезды в 22 года отправился покорять НХЛ.
В начале карьеры кумиром для Селянне был Яри Курри.
Теему Селянне начинал заниматься хоккеем вместе со своим братом-близнецом — Пааво. Тот был вратарём и, по его словам, не стал продолжать заниматься хоккеем, потому что Теему слишком много ему забивал. «Я думал, что он забивает мне так много голов, потому что я плохой вратарь и не могу их ловить, а оказалось, что никто не может их ловить», — сказал Пааво после того, как Теему уехал в НХЛ. Сам Пааво стал профессиональным игроком в хоккее на траве.
Перед тем, как отправиться играть в НХЛ, Селянне два года учился в бизнес-школе.

## НХЛ

### «Виннипег Джетс»
Селянне был выбран клубом «Виннипег Джетс» под общим 10-м номером на драфте 1988 года. В своем первом заокеанском сезоне Теему произвёл настоящий фурор. Играя в одном звене с такими же молодыми талантами, Алексеем Жамновым и Китом Ткачуком, Селянне в дебютном сезоне забил 76 голов и набрал 132 очка. Этот результат до сих пор остается лучшим для новичков. Но «Виннипег» вылетел в первом же раунде плей-офф. Селянне получил «Колдер Трофи» (приз лучшему новичку) и, вместе с Александром Могильным, стал лучшим снайпером регулярного чемпионата.
В следующем сезоне Селянне получил травму ахилла и провёл лишь 51 игру. На время локаута в сезоне 1994/95 вернулся в «Йокерит», где вместе с Яри Курри привёл клуб к победе в Кубке европейских чемпионов.
Сезон 1995/96 Селянне вновь начал в «Виннипеге», однако в начале 1996 года «Джетс» обменяли «Финскую вспышку» (такое прозвище Селянне получил за океаном) в «Майти Дакс оф Анахайм», который стал для него родным клубом.

### «Майти Дакс оф Анахайм» / «Сан-Хосе Шаркс»
В «Анахайме» Селянне играл в одном звене с Полом Карией. В сезонах 1997/98 и 1998/99 Селянне вновь стал лучшим снайпером регулярного чемпионата и первым игроком, получившим «Морис Ришар Трофи» (1999). В эти годы «Анахайм», не имевший сильной обороны, регулярно выходил в плей-офф, но проигрывал там в первых же раундах. Содержать 10-миллионные контракты Селянне и Пола Карии стало слишком накладно, и в начале 2001 года Селянне отправился в «Сан-Хосе Шаркс». За два полных сезона он забил 57 шайб и набрал 118 очков.

### «Колорадо Эвеланш»
В сезоне 2003/04 Селянне в качестве свободного агента подписал контракт с «Колорадо Эвеланш», где вновь оказался в одном звене с Полом Карией. Однако этот сезон стал самым неудачным в карьере Селянне. Он забил всего 16 голов и отдал столько же передач. Селянне, измученный травмами, был близок к завершению карьеры, однако ситуацию спасает локаут. Отдохнув один год, Селянне вновь вернулся в «Анахайм».

### Возвращение в «Анахайм»

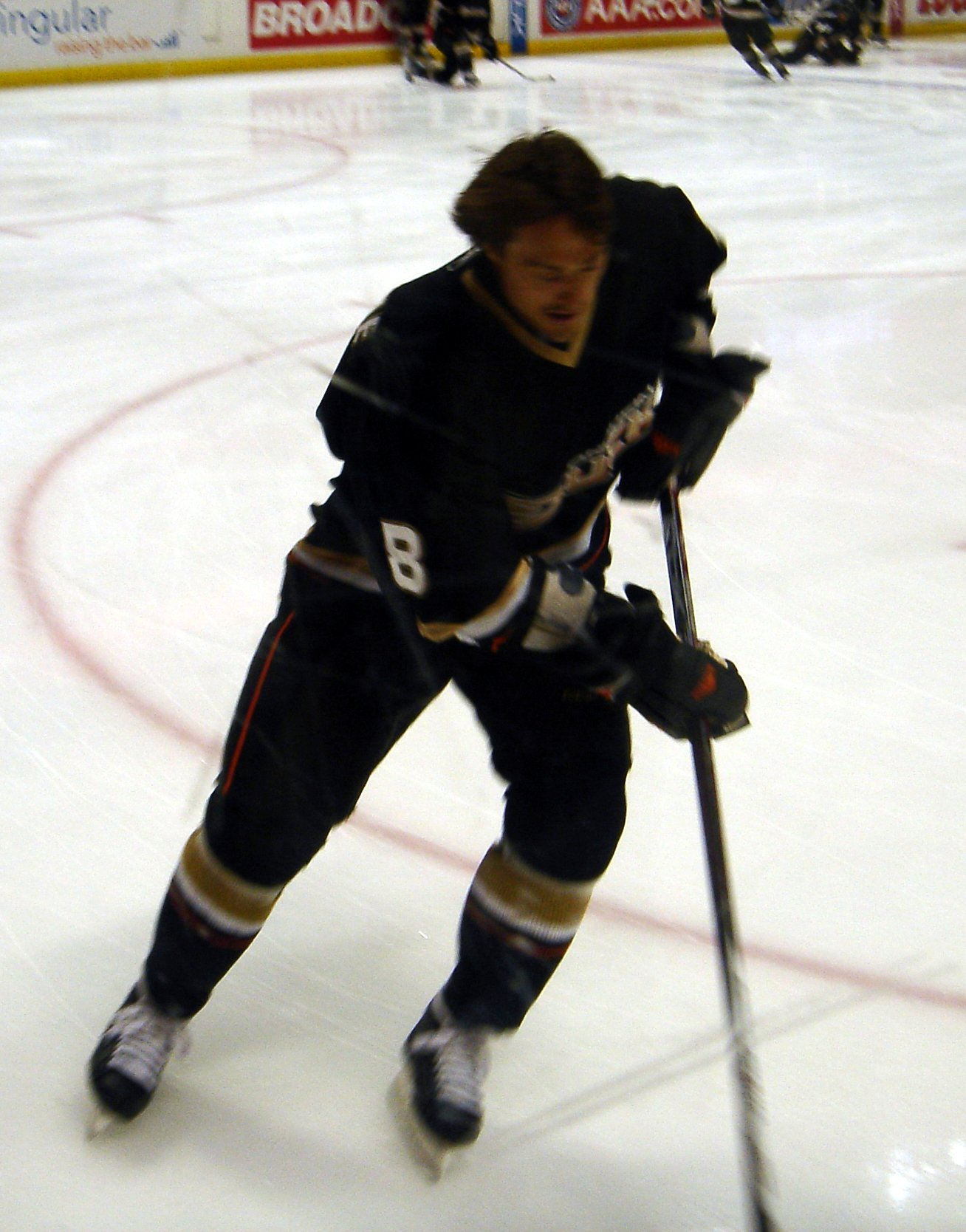
Селянне в 2007 году

В составе «уток» Селянне за два сезона (с 2005 по 2007 годы) набрал 184 очка и забил 88 голов. Тогда же он набрал 1100-е очко за карьеру и забил 500-й гол. В сезоне 2005/06 «Анахайм» дошёл до финала конференции, где уступил «Эдмонтону». По окончании сезона Селянне удостоился «Билл Мастертон Трофи». Сезон 2006/07 стал сверхуспешным: «Дакс», ведомые ударной связкой Селянне — Макдональд, и защитниками Скоттом Нидермайером и Крисом Пронгером, выиграли Кубок Стэнли.
После победного сезона Селянне и Скотт Нидермайер объявили о завершении карьеры, но в конце сезона 2007/08 оба игрока вернулись. Селянне набрал 23 очка в оставшихся 26 матчах сезона. В следующем сезоне 2008/09 Селянне, пропустивший часть сезона из-за травмы, в 65 матчах забил 27 голов и набрал 54 очка. Ему покорилась новая планка — 1200 очков в НХЛ. В плей-офф «утки» сенсационно прошли чемпионов регулярного сезона «Сан-Хосе», но в следующем раунде уступили «Детройту».
22 марта 2010 года Селянне достиг отметки в 600 заброшенных шайб в НХЛ.
16 сентября 2011 года подписал новый контракт с «Анахаймом», сроком на один год с зарплатой 4 миллиона долларов. В конце предыдущего сезона Селянне заявил, что не будет рассматривать предложения других команд.
14 марта 2012 года набрал 1400-е очко за карьеру в НХЛ.
19 января 2013 года, забросив две шайбы и отдав две результативные передачи в стартовом матче регулярного чемпионата НХЛ против «Ванкувера» (7:3), стал самым возрастным игроком в истории лиги, кому удавалось набрать 4 очка в одной игре. На момент матча финскому форварду было 42 года и 200 дней, а сам Селянне провёл на льду 15 минут и 8 секунд.
10 февраля 2013 года Селянне был назван третьей звездой дня. На его счету было 4 (1+3) очка в матче с «Сент-Луис Блюз» (6:5 Б). Таким образом Теему улучшил своё же достижение (42 года 222 дня). Забитая шайба стала 667-й в карьере хоккеиста.
1 марта 2013 года, забив в ворота «Миннесоты», стал 11-м снайпером в истории регулярных чемпионатов НХЛ (669 шайб).
21 марта 2013 года в матче с «Чикаго» 42-летний финн забросил победную шайбу. Селянне достиг 15-й строчки в списке лучших бомбардиров НХЛ за всю историю лиги — 1425 (670+755) очков, что позволило ему догнать по этому показателю форварда «Нью-Йорк Айлендерс» Брайана Троттье.
15 апреля 2014 года, после игры с «Колорадо Эвеланш», Теему Селянне объявил о завершении карьеры в НХЛ.
В общей сложности Селянне в 1451 играх регулярного чемпионата НХЛ набрал 1457 очков, забросив 684 шайбы и отдав 773 результативных передач.
Последним матчем для него стала седьмая игра полуфинала Западной конференции 2014, в которой его «Анахайм» уступил «Лос-Анджелес Кингз».
12 января 2015 года «Анахайм Дакс» вывел из обращения восьмой игровой номер, под которым выступал Селянне.

## Карьера в сборной

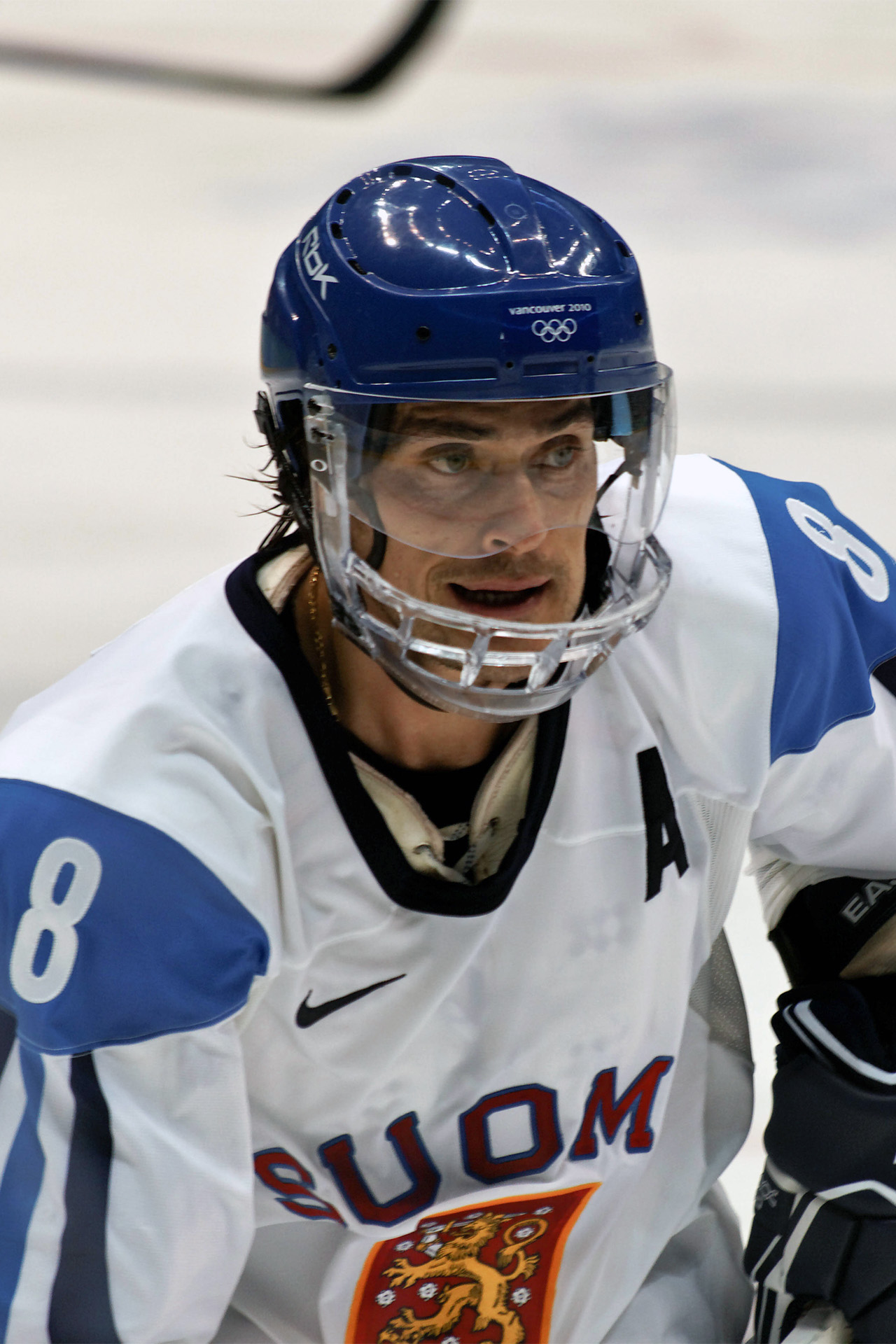
Селянне на Олимпийских играх 2010 года

Теему Селянне — участник шести Олимпиад (1992, 1998, 2002, 2006, 2010, 2014). Единственный в истории представитель игровых командных видов спорта (как зимних, так и летних), кто участвовал в Олимпийских играх на протяжении семи циклов (пропустил Игры 1994 года). Среди хоккеистов в 6 Олимпийских играх, кроме Селянне, участвовал только Раймо Хелминен.
Селянне — бронзовый призёр Олимпийских игр 1998 года, где финны уступили в полуфинале сборной России со счётом 4:7 (когда 5 шайб забил Павел Буре). Серебряный призёр Олимпийских игр 2006 года, где золотое поколение финнов — Селянне, Саку Койву, Тимонен, Лехтинен проиграли финал извечным соперникам из Швеции. На обеих этих Олимпиадах Селянне попадал в символическую сборную турнира, а на Играх 2006 года был назван лучшим нападающим. На чемпионатах мира Селянне выигрывал серебро-1999 (признан лучшим игроком турнира) и бронзу-2008. Выиграл серебро на Кубке мира 2004 года.
20 февраля 2010 года Селянне установил новый рекорд Олимпийских игр по набранным очкам. В матче второго тура группового этапа против команды Германии он помог отличиться Киммо Тимонену, доведя количество своих очков на олимпийских турнирах до 37 (20 голов + 17 передач). Ранее 36-очковый рубеж покорялся лишь трём хоккеистам: игроку сборной СССР Валерию Харламову, канадцу Гарри Уотсону и представителю сборной Чехословакии Властимилу Бубнику.

## Стиль игры
Теему Селянне славился своим мощным броском и великолепной техникой катания, также Селянне являлся мастером подставленной клюшки, играл в быстрый комбинационный хоккей с элементами высокого индивидуального мышления. По мнению многих игроков и экспертов НХЛ, Селянне является одним из лучших игроков НХЛ конца XX — начала XXI века.

## Статистика
| Легенда | Легенда                    | Легенда | Легенда                   | Легенда | Легенда    |
| ------- | -------------------------- | ------- | ------------------------- | ------- | ---------- |
| И       | Количество проведённых игр | Штр     | Штрафное время            | +/−     | Плюс-минус |
| Г       | Голы                       | П       | Голевые передачи          | О       | Очки       |
| -       | Статистика неизвестна      | —       | Статистика не учитывалась |         |            |

## Награды и достижения
| Награда                                                              | Год                                                    | Прим.  |
| -------------------------------------------------------------------- | ------------------------------------------------------ | ------ |
| Колдер Трофи Новичок года                                            | 1992-93                                                | [ 7 ]  |
| Сборная новичков НХЛ                                                 | 1992-93                                                | [ 8 ]  |
| Первая сборная всех звёзд НХЛ                                        | 1992-93 1996-97                                        | [ 8 ]  |
| Участник Матча всех звёзд НХЛ                                        | 1993, 1994 1996, 1997 1998, 1999 2000, 2002 2003, 2007 | [ 8 ]  |
| Вторая сборная всех звёзд НХЛ                                        | 1997-98 1998-99                                        | [ 8 ]  |
| Морис Ришар Трофи Лучший снайпер                                     | 1998-99                                                | [ 9 ]  |
| Билл Мастертон Трофи Высокое спортивное мастерство и верность хоккею | 2005-06                                                | [ 10 ] |
| Обладатель Кубка Стэнли                                              | 2006-07                                                | [ 11 ] |

| Награда                                        | Год                                              | Прим.  |
| ---------------------------------------------- | ------------------------------------------------ | ------ |
| Приз Раймо Килпиё Джентльмен года в СМ-Лиге    | 1990-91                                          | [ 12 ] |
| Сборная всех звёзд СМ-Лиги                     | 1990-91 1991-92                                  | [ 13 ] |
| Приз Аарне Хонкаваара Лучший снайпер в СМ-Лиге | 1991-92                                          | [ 14 ] |
| Чемпион Финляндии                              | 1991-92                                          | [ 13 ] |
| Игрок года в Финляндии                         | 1993, 1996 1997, 1998 1999, 2000 2006, 2012 2014 | [ 15 ] |

| Награда                                            | Год        | Прим.         |
| -------------------------------------------------- | ---------- | ------------- |
| Символическая сборная Юниорского чемпионата Европы | 1988       | [ 8 ]         |
| Самый ценный игрок Чемпионата мира                 | 1999       | [ 16 ]        |
| Символическая сборная Чемпионата мира              | 1999       | [ 16 ]        |
| Лучший нападающий Олимпийских игр                  | 2006       | [ 16 ]        |
| Символическая сборная Олимпийских игр              | 2006, 2014 | [ 16 ] [ 17 ] |
| Самый ценный игрок Олимпийских игр                 | 2014       | [ 18 ] [ 19 ] |

- Крест Заслуг ордена Льва Финляндии (6 декабря 2010 года)[20].
- Лучший бомбардир турнира на призы газеты «Известия» (декабрь 1990).
- Лучший бомбардир в истории олимпийских игр — 43 очка.

## Личная жизнь
19 июля 1996 году Селянне женился на Сирпе Вуоринен. У них четверо детей: сыновья Ээмиль (р. 1996), Ээту (р. 1997), Леэви (р. 2000) и дочь Веэра (р. 2007). Селянне с семьёй живёт в Кото-де-Каса, штат Калифорния, в закрытом сообществе в South Orange County.
Читателями финского журнала мод «Eeva» Теему Селянне однажды был признан самым сексуальным человеком Финляндии.